# Guido Lucas
Guido Lucas (* 24. August 1964; † 11. September 2017) war ein deutscher Musikproduzent und Musiker. Er war Gründer des Indielabels bluNoise und Inhaber des bluBox-Tonstudios in Troisdorf. Er war zudem Kopf des vom Krautrock-beeinflussten Musikkollektivs Lude, war Gründungsmitglied bei Les Hommes Qui Wear Espandrillos, die er 1996 verließ, und spielte von 2000 bis 2008 bei Scumbucket. Weiterhin war er der Bassist von Ken und bei den Nürnberger Wave-Punkrockern Genetiks. Von 2003 bis 2012 spielte Lucas Bass bei Genepool.

## Produktionstätigkeit
Lucas gründete bluNoise Mitte der neunziger Jahre als Ergebnis von Erfahrungen aus Touren mit Les Hommes Qui Wear Espandrillos und war damals von der Ideologie amerikanischer Indie-Labels beeinflusst. Er arbeitete vornehmlich mit Alternative- und Noise-Rock-Bands aus dem Untergrund. Zu den bekannteren der von ihm produzierten Bands gehörten ULMe, Les Hommes Qui Wear Espandrillos, Harmful, Blackmail, Scumbucket, Donots, Pendikel, Jelly Planet und Urlaub in Polen. Seine Arbeit brachte ihm den Ruf ein, der deutsche „Indie-Papst“ (Kurt Ebelhäuser) zu sein.

## Diskographie
als Musiker
- Georgette Rouen (Les Hommes Qui Wear Espandrillos, 1991)
- No is music (Les Hommes Qui Wear Espandrillos, 1993)
- Bloodfish (Les Hommes Qui Wear Espandrillos, 1994)
- Kairo, (Les Hommes Qui Wear Espandrillos, 1995)
- Hückelhoven (Les Hommes Qui Wear Espandrillos, 1995)
- Herz (Lude, 2000)
- Finistra (Scumbucket, 2000)
- Ego, (Lude, 2002)
- Aficionados (Scumbucket, 2002)
- Have a nice day (KEN, 2002)
- Kulu Se Mama (Lude, Split mit Nicoffeine, 2003)
- Everything goes in circles (Genepool, 2005)
- Stop! Look! Sing songs of revolutions! (KEN, 2005)
- I am thief (KEN, 2005)
- Kiss than kind (Scumbucket, 2005)
- Sendung / Signale (Genepool, 2007)
- Lauf! Lauf! (Genepool, 2010)
- Yes We (KEN, 2010)
- Spalter (Genepool, 2011)
- We Are Here (Bungalow 7, 2011)